# شاکروفکا
شاکروفکا (به لاتین: Shakirovka) یک منطقهٔ مسکونی در روسیه است که در باشقیرستان واقع شده‌است.